# パッターニーFC
パッターニーFC（タイ語: สโมสรฟุตบอลจังหวัดปัตตานี, 英語: Pattani Football Club）は、タイ王国のパッターニー県をホームタウンとするサッカークラブ。

## 歴史
2009年にリージョナルリーグ・ディヴィジョン2（3部）の南部リーグに加入。2012年は南部リーグで2位になり、チャンピオンシップの予備予選プレーオフに進出した。プレーオフではRBAC BECテロ・サーサナFCにPK戦で勝利し、本大会に進出したが、グループA最下位に終わった。

## タイトル

### 国内タイトル
- リージョナルリーグ・ディヴィジョン2 南部
  - 準優勝 (1) :  2012

## 過去の成績
- 2009 リージョナルリーグ・ディヴィジョン2 南部 : 4位
- 2010 リージョナルリーグ・ディヴィジョン2 南部 : 7位
- 2011 リージョナルリーグ・ディヴィジョン2 南部 : 3位
- 2012 リージョナルリーグ・ディヴィジョン2 南部 : 2位
  - 2012 リージョナルリーグ・ディヴィジョン2 チャンピオンシップ : グループA 6位
- 2013 リージョナルリーグ・ディヴィジョン2 南部 : 10位
- 2024-25 タイ・リーグ3 チャンピオンシップ : プロモーションプレイオフ勝利 (タイ・リーグ2へ初昇格)

## 提携クラブ
- ブリーラム・ユナイテッドFC
- ナラー・ユナイテッドFC
- ケランタンFA